# التوجيه والحركة
التوجيه والحركة, أو اختصارًا تُعرف بـ O&M، هو مهنة تركز على تعليم الأفراد الذين يعانون من العمى أو الإعاقات البصرية كيفية التنقل بأمان وفعالية في بيئتهم. يمكن لأخصائيي O&M العمل في المدارس أو الوكالات الحكومية أو كمتعاقدين خاصين. تقدم أكاديمية اعتماد متخصصي تأهيل وتعليم البصر (ACVREP) شهادات للمتخصصين في تأهيل البصر في الولايات المتحدة.

## التاريخ
بدأ تدريب التوجيه والحركة بعد الحرب العالمية الثانية عندما تم تطوير تقنيات لمساعدة الجنود المكفوفين من الحرب. تم إرسال الجنود الذين أصيبوا بالعمى في المعركة للتعافي في مستشفى فالي فورج العام قبل الدخول إلى مستشفى آفون أولد فارمز كونفاليسنت، وهو المركز التجريبي لإعادة تأهيل الجنود المكفوفين التابع للجيش الأمريكي في آفون، كونيتيكت. في الستينات، بدأت الجامعات برامج تدريب لأخصائيي التوجيه والحركة للعمل مع البالغين وأطفال المدارس. في الثمانينات، اعترف مجال O&M بفائدة تقديم الخدمات للأطفال في سن ما قبل المدرسة وبدأ في تقديمها. اليوم، طور أخصائيو O&M استراتيجيات وأساليب لخدمة الفئات السكانية الأصغر سناً بحيث يمكن أن يبدأ تدريب O&M من مرحلة الطفولة.

## التقنيات والتدريب
يوفر أخصائي التوجيه والحركة (O&M) تدريبًا يهدف إلى تطوير أو إعادة تعلم المهارات والمفاهيم التي يحتاجها الشخص المكفوف أو ضعيف البصر للسفر بأمان وبشكل مستقل في بيئته. يقدم أخصائيو O&M خدمات عبر مراحل الحياة، حيث يعلمون الأطفال والرضع في برامج ما قبل المدرسة والمدارس، وكذلك البالغين في مجموعة متنوعة من بيئات المجتمع وإعادة التأهيل. على الرغم من أن أخصائيي O&M مسؤولون بشكل أساسي عن تدريب O&M، قد لا يتم عملهم دائمًا بشكل مباشر مع الطفل. على سبيل المثال، عندما يكون الطفل صغيرًا جدًا، قد يقدم أخصائي O&M استشارة لمعلمي الطلاب المكفوفين أو ضعاف البصر، ومعالجي التأهيل البصري، والمعالجين المهنيين، والمعالجين الفيزيائيين، وأخصائيي التدخل المبكر، والعائلة.

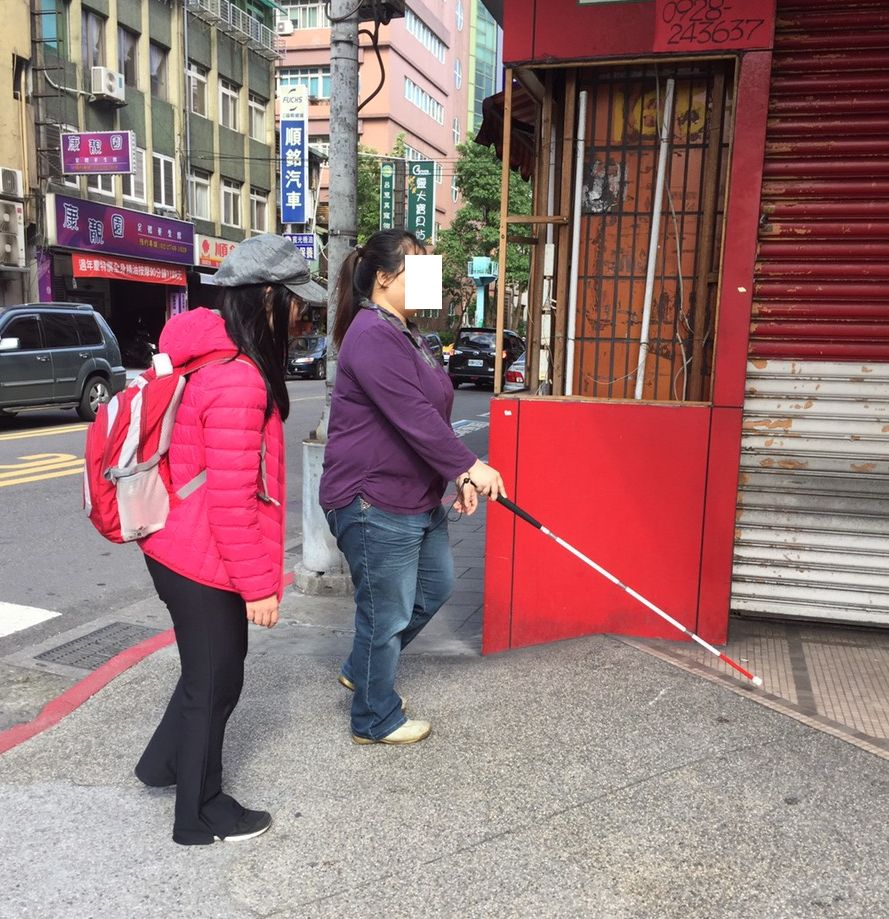
شخص مكفوف يتعلم استخدام عصا

يركز تدريب O&M على الإشارات التي يمكن ملاحظتها من قبل الشخص المكفوف أو ضعيف البصر لتمكينه من فهم موقعه وكيفية التنقل بين المواقع المألوفة. تدريب O&M معقد في هيكله وواسع في نطاقه. جميع أخصائيي O&M في الولايات المتحدة الذين يعملون في الوكالات الحكومية مطالبون بالحصول على شهادة من ACVREP. برامج تحضير شهادة O&M قليلة في العدد عبر الولايات المتحدة بشكل عام. تختلف التقنيات المرسلة إلى المتدرب بناءً على وضعه الحياتي. على سبيل المثال، تقنيات التنقل في شوارع المدينة ستكون غير ذات صلة للمتدرب الذي يعيش في منطقة ريفية، وسيتم تخطيها.
غالبًا ما تُطلب خدمات O&M عدة مرات خلال حياة الشخص المكفوف أو ضعيف البصر، لأنها مخصصة لمواقع معينة مثل المنازل وأماكن العمل وغيرها من الوجهات الضرورية التي تتغير طوال الحياة. في الولايات المتحدة، عادة ما تقدم الحكومات المحلية خدمات O&M كجزء من برامج إعادة التأهيل المهني الأكبر. في تكساس، على سبيل المثال، يتعاقد تكساس مع أخصائيي O&M الفرديين والشركات التي تضم عدة أخصائيين في O&M لتقديم الخدمات للأشخاص المكفوفين وذوي الإعاقة البصرية دون تكلفة عليهم، بهدف أن تمكن المهارات المكتسبة من خلال هذا التدريب الشخص المكفوف أو ضعيف البصر من الحصول على وظيفة مستقرة في المستقبل.
تشمل التقنيات الشائعة التي يتم تعليمها السفر باستخدام العصا، التتبع، تحديد الأشياء الساقطة، التنقل عبر تقاطعات الشوارع وغيرها.
مراجعة منهجية حاولت تحديد أفضل نوع من تدريب O&M للأشخاص ذوي الرؤية المنخفضة لم تجد أي اختلافات هامة عند مقارنة تدريب O&M الذي يقدمه متطوع مدرب مقابل التمرين البدني، ولكن كان لديهم قدرة ضئيلة على القيام بذلك بسبب الحجم الصغير للعينة والجودة المنهجية الضعيفة.